# Европско првенство у атлетици на отвореном 2016 — 5.000 метара за жене
Такмичење у трчању на 5.000 метара у женској конкуренцији на Европском првенству у атлетици 2016. у Амстердаму одржано је 9. јула на Олимпијском стадиону.
Титулу освојену у Цириху 2014, није одбранила Мераф Бахта из Шведске.

## Земље учеснице
1. Белгија (1)
2. Грчка (1)
3. Ирска (1)
4. Немачка (2)
5. Турска (1)
6. Уједињено Краљевство (3)
7. Холандија (1)
8. Чешка (1)
9. Шведска (1)

## Рекорди
| Рекорди пре почетка Европског првенства 2016. | Рекорди пре почетка Европског првенства 2016. | Рекорди пре почетка Европског првенства 2016. | Рекорди пре почетка Европског првенства 2016. | Рекорди пре почетка Европског првенства 2016. | Рекорди пре почетка Европског првенства 2016. |
| --------------------------------------------- | --------------------------------------------- | --------------------------------------------- | --------------------------------------------- | --------------------------------------------- | --------------------------------------------- |
| Олимпијски рекорд                             | Габријела Сабо                                | Румунија                                      | 14:40,79                                      | Сиднеј, Аустралија                            | 25. септембар 2000.                           |
| Светски рекорд                                | Тирунеш Дибаба                                | Етиопија                                      | 14:11,15                                      | Осло, Норвешка                                | 6. јун 2008.                                  |
| Европски рекорд                               | Лилија Шобухова                               | Русија                                        | 14:23,75                                      | Казањ, Русија                                 | 19. јул 2008.                                 |
| Рекорди Европских првенстава                  | Алемиту Бекеле                                | Турска                                        | 14:52,20                                      | Барселона, Шпанија                            | 1. август 2010.                               |
| Светски резултат сезоне                       | Алмаз Ајана                                   | Етиопија                                      | 14:12,59                                      | Рим, Италија                                  | 2. јун 2016.                                  |
| Европски резултат сезоне                      | Јасемин Џан                                   | Турска                                        | 14:37,61                                      | Рим, Италија                                  | 2. јун 2016.                                  |

### Најбољи европски резултати у 2016. години
Десет најбржих европских атлетичарки на 5.000 метара 2016. године до почетка првенства (6. јула 2016), имале су следећи пласман на европској и светској ранг листи. (СРЛ),
| 1.  | Јасемин Џан               | Турска           | 14:37,61    | 2. јун  | 8. СРЛ  |
| 2.  | Мераф Бахта               | Шведска          | 14:49,95 НР | 22. мај | 18. СРЛ |
| 3.  | Каролина Бјеркели Гревдал | Норвешка         | 14:57,77    | 2. јун  | 20. СРЛ |
| 4.  | Стефани Твел              | Велика Британија | 14:59,00    | 2. јун  | 22. СРЛ |
| 5.  | Морин Костер              | Холандија        | 15:07,20    | 1. мај  | 29. СРЛ |
| 6.  | Лаура Вајтл               | Велика Британија | 15:08,58    | 1. мај  | 31. СРЛ |
| 7.  | Ајлиш Маколган            | Велика Британија | 15:09,94    | 1. мај  | 32. СРЛ |
| 8.  | Сара Лахти                | Шведска          | 15:10,76    | 22. мај | 36. СРЛ |
| 9.  | Вероника Инглезе          | Италија          | 15:22,45    | 25. јун | 57. СРЛ |
| 10. | Нуриа Фернандез           | Португалија      | 15:24,17    | 3. јун  | 63. СРЛ |

Такмичарке чија су имена подебљана учествовали су на ЕП.

## Квалификациона норма
| 15:40,00 |

## Сатница
| Датум        | Време | Коло   |
| ------------ | ----- | ------ |
| 9. јул 2016. | 21:05 | Финале |

## Освајачи медаља
|                    |                     |                                   |
| Јасемин Џан Турска | Мераф Бахта Шведска | Стефани Твел Уједињено Краљевство |

## Резултати

### Финале
Такмичење је одржано 9. јула 2016. године у 21:05.,
| Пласман | Атлетичарка    | Земља                | ЛР       | ЛРС      | Резултат | Белешка |
| ------- | -------------- | -------------------- | -------- | -------- | -------- | ------- |
|         | Јасемин Џан    | Турска               | 14:37,61 | 14:37,61 | 15:18,15 |         |
|         | Мераф Бахта    | Шведска              | 14:49,95 | 14:49,95 | 15:20,54 |         |
|         | Стефани Твел   | Уједињено Краљевство | 14:54,08 | 14:59,00 | 15:20,70 |         |
| 4.      | Сузан Којкен   | Холандија            | 15:04,36 | 15:37,26 | 15:23,87 | ЛРС     |
| 5.      | Лаура Вајтл    | Уједињено Краљевство | 15:08,58 | 15:08,58 | 15:24,18 |         |
| 6.      | Ајлиш Маколган | Уједињено Краљевство | 15:09,94 | 15:09,94 | 15:28,53 |         |
| 7.      | Луиз Картон    | Белгија              | 15:23,82 | 15:35,82 | 15:42,79 |         |
| 8.      | Гелето Тола    | Немачка              | 15:30,35 | 15:30,35 | 15:43,30 |         |
| 9.      | Кристина Маки  | Чешка                | 15:31,15 | 15:31,15 | 15:52,90 |         |
| 10.     | Deirdre Byrne  | Ирска                | 15:39,45 | 15:39,45 | 15:53,67 |         |
| 11.     | Алекси Папас   | Грчка                | 15:28,38 | 15:33,78 | 15:56,75 |         |
| 12.     | Марен Кок      | Немачка              | 15:22,75 | 15:24,73 | НЗ       |         |

Подебљани лични рекорди су и национални рекорди земље коју такмичарка представља

## Пролазна времена
| Дистанца | Атлетичарка | Држава | Време    |
| -------- | ----------- | ------ | -------- |
| 1.000 м  | Јасемин Џан | Турска | 3:19,48  |
| 2.000 м  | Јасемин Џан | Турска | 6:16,52  |
| 3.000 м  | Јасемин Џан | Турска | 9:14,66  |
| 4.000 м  | Јасемин Џан | Турска | 12:16,70 |